# Landerrouat
Landerrouat település Franciaországban, Gironde megyében. Lakosainak száma 228 fő (2022. január 1.). Landerrouat Caplong, Les Lèves-et-Thoumeyragues, Pellegrue, Esclottes és Savignac-de-Duras községekkel határos.

## Népesség
A település népességének változása:
| Lakosok száma | 186  | 183  | 193  | 172  | 195  | 202  | 208  | 218  | 222  | 228  |
|               | 1968 | 1982 | 1990 | 2006 | 2013 | 2015 | 2017 | 2019 | 2020 | 2022 |